# Bea Benaderet
Bea Benaderet, född 4 april 1906, död 13 oktober 1968, var en amerikansk röstskådespelerska. Hon har bland annat gjort rösten åt Betty Granit i Familjen Flinta och rösten åt mormor i Looney Tunes som förekommit i filmerna om Sylvester och Pip samt gjort röster i ytterligare drygt 100 filmer.
Hon var nominerad till Emmy Award 1954 och 1955 samt har en stjärna på Hollywood Walk of Fame.

## Filmografi

### Filmer
- 1946 - Notorious! - arkivanställd
- 1949 - New York dansar - kvinna på tunnelbanan i Brooklyn
- 1959 - Duell med döden - Ella Heather
- 1962 - Ljuv är natten - Mrs. McKisco

### TV-serier
- 1950-1958 - The George Burns and Gracie Allen Show - Blanche Morton/Natalie Baker, 248 avsnitt
- 1960-1966 - Familjen Flinta - Betty Granit m fl, 154 avsnitt
- 1963-1968 - Petticoat Junction - Kate Bradley, 174 avsnitt